# Équipe d'Ukraine de football au Championnat d'Europe 2024
Cet article relate le parcours de l’équipe d'Ukraine de football lors du Championnat d'Europe de football 2024 qui a lieu du 14 juin au 14 juillet 2024 en Allemagne.

## Qualifications

### Éliminatoires
Lors des éliminatoires du Championnat d'Europe 2024, l'Ukraine termine 3e de son groupe très relevé, avec 4 victoires, 2 nuls et 2 défaites, concédant à chaque fois un revers à l'extérieur et un score de parité sur terrain neutre contre les 2 favoris du groupe directement qualifiés (Angleterre et Italie). Toutefois, la Squadra Azzurra a terminé devant la Zbirna seulement grâce à une différence de buts particulière favorable alors qu'elle comptait le même nombre de points tandis que lors du match décisif Ukraine/Italie (0-0) sur terrain neutre à Leverkusen, une erreur d'arbitrage a été commise en défaveur des Ukrainiens avec un penalty non sifflé pour une faute italienne en fin de match.
| Rang | Équipe            | Pts | J | G | N | P | Bp | Bc | Diff |  | Résultats (▼ dom., ► ext.) |     |     |     |     |     |
| ---- | ----------------- | --- | - | - | - | - | -- | -- | ---- |  | -------------------------- | --- | --- | --- | --- | --- |
| 1    | Angleterre        | 20  | 8 | 6 | 2 | 0 | 22 | 4  | +18  |  | Angleterre                 |     | 3-1 | 2-0 | 7-0 | 2-0 |
| 2    | Italie            | 14  | 8 | 4 | 2 | 2 | 16 | 9  | +7   |  | Italie                     | 1-2 |     | 2-1 | 5-2 | 4-0 |
| 3    | Ukraine           | 14  | 8 | 4 | 2 | 2 | 11 | 8  | +3   |  | Ukraine                    | 1-1 | 0-0 |     | 2-0 | 1-0 |
| 4    | Macédoine du Nord | 8   | 8 | 2 | 2 | 4 | 10 | 20 | -10  |  | Macédoine du Nord          | 1-1 | 1-1 | 2-3 |     | 2-1 |
| 5    | Malte             | 0   | 8 | 0 | 0 | 8 | 2  | 20 | -18  |  | Malte                      | 0-4 | 0-2 | 1-3 | 0-2 |     |

- Sélection directement qualifiée pour l'Euro 2024

### Barrages
Éligible aux barrages, l'Ukraine s'est dans un premier temps défaite de la Bosnie à l'extérieur (2-1) en demi-finale des barrages de la voie B. Le 26 mars 2024, l'Ukraine se qualifie pour l'Euro 2024 en Allemagne, en s'imposant 2-1 en finale de barrage face à l'Islande au stade municipal de Wrocław en Pologne,. Lors de cette finale décisive comme en demi-finale sur le terrain de la Bosnie, l'Ukraine a à chaque fois concédé l'ouverture du score et réussit à renverser le cours du match en s'imposant d'une courte tête en toute fin de partie.

#### Voie de la Ligue B
|  | Demi-finales            | Demi-finales          | Demi-finales          | Demi-finales          |         |         | Finale                 | Finale                 | Finale                 | Finale                 |
|  |                         |                       |                       |                       |         |         |                        |                        |                        |                        |
|  | 21 mars 2024 - Zenica   | 21 mars 2024 - Zenica | 21 mars 2024 - Zenica | 21 mars 2024 - Zenica |         |         | 26 mars 2024 - Wrocław | 26 mars 2024 - Wrocław | 26 mars 2024 - Wrocław | 26 mars 2024 - Wrocław |
|  | Bosnie-Herzégovine      | Bosnie-Herzégovine    | 1                     | 1                     |         |         | 26 mars 2024 - Wrocław | 26 mars 2024 - Wrocław | 26 mars 2024 - Wrocław | 26 mars 2024 - Wrocław |
|  | Bosnie-Herzégovine      | Bosnie-Herzégovine    | 1                     | 1                     |         |         | 26 mars 2024 - Wrocław | 26 mars 2024 - Wrocław | 26 mars 2024 - Wrocław | 26 mars 2024 - Wrocław |
|  | Ukraine                 | Ukraine               | 2                     | 2                     |         |         | 26 mars 2024 - Wrocław | 26 mars 2024 - Wrocław | 26 mars 2024 - Wrocław | 26 mars 2024 - Wrocław |
|  | Ukraine                 | Ukraine               | 2                     | 2                     | Ukraine | Ukraine | 2                      | 2                      |                        |                        |
|  | 21 mars 2024 - Budapest |                       |                       |                       | Ukraine | Ukraine | 2                      | 2                      |                        |                        |
|  |                         |                       | Islande               | Islande               | 1       | 1       |                        |                        |                        |                        |
|  | Israël                  | Israël                | Islande               | Islande               | 1       | 1       | 1                      | 1                      |                        |                        |
|  | Israël                  | Israël                |                       |                       |         |         |                        | 1                      |                        |                        |
|  | Islande                 | Islande               | 4                     | 4                     |         |         |                        |                        |                        |                        |
|  | Islande                 | Islande               | 4                     | 4                     |         |         |                        |                        |                        |                        |

#### Demi-finales
| 21 mars 2024 | Bosnie-Herzégovine                                                 | 1 - 2   | Ukraine                                                 | Stade Bilino-Polje, Zenica                    |                                               |
| 20h45        | Matviyenko 56e (csc)                                               | (0 - 0) | 85e Iaremtchouk (Konoplia ) · 88e Dovbyk (Iaremtchouk ) | Spectateurs : 10 992 Arbitrage : Felix Zwayer | Spectateurs : 10 992 Arbitrage : Felix Zwayer |
| 20h45        | Kolašinac 9e · Gazibegović 26e · Ahmedhodžić 79e · Kovačević 90+4e | Rapport | 16e Matviyenko · 58e Konoplia · 90+1e Iaremtchouk       | Spectateurs : 10 992 Arbitrage : Felix Zwayer | Spectateurs : 10 992 Arbitrage : Felix Zwayer |

#### Finale
| 26 mars 2024 | Ukraine                    | 2 - 1   | Islande         | Stade municipal de Wrocław, Wrocław ( Pologne)  |                                                 |
| 20h45        | Tsygankov 54e · Mudryk 84e | (0 - 1) | 30e Guðmundsson | Spectateurs : 29 310 Arbitrage : Clément Turpin | Spectateurs : 29 310 Arbitrage : Clément Turpin |
| 20h45        | Rapport                    |         |                 | Spectateurs : 29 310 Arbitrage : Clément Turpin | Spectateurs : 29 310 Arbitrage : Clément Turpin |

## Matchs de préparation
| 3 juin 2024                       | Allemagne | 0 - 0   | Ukraine | Max-Morlock-Stadion, Nuremberg                  |                                                 |
| 20h45 · Historique des rencontres |           | (0 - 0) |         | Spectateurs : 42 500 Arbitrage : Walter Altmann | Spectateurs : 42 500 Arbitrage : Walter Altmann |
| 20h45 · Historique des rencontres | Rapport   |         |         | Spectateurs : 42 500 Arbitrage : Walter Altmann | Spectateurs : 42 500 Arbitrage : Walter Altmann |

| 7 juin 2024                       | Pologne                                         | 3 - 1   | Ukraine    | Stade national de Varsovie, Varsovie           |                                                |
| 20h45 · Historique des rencontres | Walukiewicz 11e · Zieliński 16e · Romanczuk 30e | (3 - 1) | 41e Dovbyk | Spectateurs : 47 013 Arbitrage : Andrew Madley | Spectateurs : 47 013 Arbitrage : Andrew Madley |
| 20h45 · Historique des rencontres | Rapport                                         |         |            | Spectateurs : 47 013 Arbitrage : Andrew Madley | Spectateurs : 47 013 Arbitrage : Andrew Madley |

| 11 juin 2024                      | Moldavie | 0 - 4   | Ukraine                                                   | Stade Zimbru, Chișinău       |                              |
| 19h00 · Historique des rencontres |          | (0 - 2) | 2e Iaremtchouk · 43e Tsygankov · 49e Dovbyk · 54e Sudakov | Arbitrage : Andrei Chivulete | Arbitrage : Andrei Chivulete |
| 19h00 · Historique des rencontres | Rapport  |         |                                                           | Arbitrage : Andrei Chivulete | Arbitrage : Andrei Chivulete |

## Phase finale
Le camp de base de l'Ukraine se situe dans la ville de Wiesbaden, en Hesse.

### Effectif
Les âges et les sélections sont calculés au début de l'Euro 2024, le 14 juin 2024.
L'Ukraine annonce son équipe de 26 joueurs le 16 mai 2024.

### Premier tour
| v · m | Équipe    | Pts | J | G | N | P | Bp | Bc | Diff |
| ----- | --------- | --- | - | - | - | - | -- | -- | ---- |
| 1     | Roumanie  | 4   | 3 | 1 | 1 | 1 | 4  | 3  | +1   |
| 2     | Belgique  | 4   | 3 | 1 | 1 | 1 | 2  | 1  | +1   |
| 3     | Slovaquie | 4   | 3 | 1 | 1 | 1 | 3  | 3  | 0    |
| 4     | Ukraine   | 4   | 3 | 1 | 1 | 1 | 2  | 4  | -2   |

#### Roumanie - Ukraine
| Match 10                | Roumanie                                           | 3 - 0   | Ukraine      | Munich Football Arena, Munich                                                    |                                                                                  |
| 17 juin 2024 15h00 CEST | ( Man) Stanciu 29e · Marin 53e · ( Man) Drăguș 57e | (1 - 0) |              | Spectateurs : 61 591 Arbitrage : Glenn Nyberg (en) Arbitre vidéo : Rob Dieperink | Spectateurs : 61 591 Arbitrage : Glenn Nyberg (en) Arbitre vidéo : Rob Dieperink |
| 17 juin 2024 15h00 CEST | Marin 79e                                          | Rapport | 67e Konoplia | Spectateurs : 61 591 Arbitrage : Glenn Nyberg (en) Arbitre vidéo : Rob Dieperink | Spectateurs : 61 591 Arbitrage : Glenn Nyberg (en) Arbitre vidéo : Rob Dieperink |

#### Slovaquie - Ukraine
| Match 21                | Slovaquie               | 1 - 2   | Ukraine                                                      | Düsseldorf Arena, Düsseldorf                                                    |                                                                                 |
| 21 juin 2024 15h00 CEST | ( Haraslín) Schranz 17e | (1 - 0) | 54e Chaparenko ( Zintchenko) · 80e Iaremtchouk ( Chaparenko) | Spectateurs : 43 910 Arbitrage : Michael Oliver Arbitre vidéo : Bastian Dankert | Spectateurs : 43 910 Arbitrage : Michael Oliver Arbitre vidéo : Bastian Dankert |
| 21 juin 2024 15h00 CEST |                         | Rapport | 84e Iaremtchouk                                              | Spectateurs : 43 910 Arbitrage : Michael Oliver Arbitre vidéo : Bastian Dankert | Spectateurs : 43 910 Arbitrage : Michael Oliver Arbitre vidéo : Bastian Dankert |

#### Ukraine - Belgique
| Match 34                 | Ukraine    | 0 - 0   | Belgique | Stuttgart Arena, Stuttgart                                                     |                                                                                |
| 26 juin 2024 18 h 0 CEST |            | (0 - 0) |          | Spectateurs : 54 000 Arbitrage : Anthony Taylor Arbitre vidéo : Stuart Attwell | Spectateurs : 54 000 Arbitrage : Anthony Taylor Arbitre vidéo : Stuart Attwell |
| 26 juin 2024 18 h 0 CEST | Dovbyk 69e | Rapport | 43e Faes | Spectateurs : 54 000 Arbitrage : Anthony Taylor Arbitre vidéo : Stuart Attwell | Spectateurs : 54 000 Arbitrage : Anthony Taylor Arbitre vidéo : Stuart Attwell |

## Statistiques

### Temps de jeu
| N°         | Joueurs               |          |          |          | TT       | But inscrit | Passe décisive | MJ       | MT       | Légende |
| ---------- | --------------------- | -------- | -------- | -------- | -------- | ----------- | -------------- | -------- | -------- | --- |
| Gardiens   | Gardiens              | Gardiens | Gardiens | Gardiens | Gardiens | Gardiens    | Gardiens       | Gardiens | Gardiens | Abréviations et symboles : TT : Total de minutes jouées MJ : Nombre de matchs joués MT : Matchs joués en tant que titulaire : but : passe décisive : joueur entré : joueur remplacé : capitaine : carton jaune : carton rouge |
| 1          | Heorhiy Bouchtchan    | -        | -        | -        | -        | -           | -              | -        | -        | Abréviations et symboles : TT : Total de minutes jouées MJ : Nombre de matchs joués MT : Matchs joués en tant que titulaire : but : passe décisive : joueur entré : joueur remplacé : capitaine : carton jaune : carton rouge |
| 12         | Anatoliï Troubine     | -        | 90       | -        | 90       | -           | -              | 1        | 1        | Abréviations et symboles : TT : Total de minutes jouées MJ : Nombre de matchs joués MT : Matchs joués en tant que titulaire : but : passe décisive : joueur entré : joueur remplacé : capitaine : carton jaune : carton rouge |
| 23         | Andriy Lounine        | 90       | -        | -        | 90       | -           | -              | 1        | 1        | Abréviations et symboles : TT : Total de minutes jouées MJ : Nombre de matchs joués MT : Matchs joués en tant que titulaire : but : passe décisive : joueur entré : joueur remplacé : capitaine : carton jaune : carton rouge |
| Défenseurs |                       |          |          |          |          |             |                |          |          | Abréviations et symboles : TT : Total de minutes jouées MJ : Nombre de matchs joués MT : Matchs joués en tant que titulaire : but : passe décisive : joueur entré : joueur remplacé : capitaine : carton jaune : carton rouge |
| 2          | Yukhym Konoplia       | 72       | -        | -        | 72       | -           | -              | 1        | 1        | Abréviations et symboles : TT : Total de minutes jouées MJ : Nombre de matchs joués MT : Matchs joués en tant que titulaire : but : passe décisive : joueur entré : joueur remplacé : capitaine : carton jaune : carton rouge |
| 3          | Oleksandr Svatok      | -        | -        | -        | -        | -           | -              | -        | -        | Abréviations et symboles : TT : Total de minutes jouées MJ : Nombre de matchs joués MT : Matchs joués en tant que titulaire : but : passe décisive : joueur entré : joueur remplacé : capitaine : carton jaune : carton rouge |
| 4          | Maksym Talovyerov     | -        | 90+2     | -        | 3        | -           | -              | 1        | 0        | Abréviations et symboles : TT : Total de minutes jouées MJ : Nombre de matchs joués MT : Matchs joués en tant que titulaire : but : passe décisive : joueur entré : joueur remplacé : capitaine : carton jaune : carton rouge |
| 13         | Illya Zabarnyi        | 90       | 90       | -        | 180      | -           | -              | 2        | 2        | Abréviations et symboles : TT : Total de minutes jouées MJ : Nombre de matchs joués MT : Matchs joués en tant que titulaire : but : passe décisive : joueur entré : joueur remplacé : capitaine : carton jaune : carton rouge |
| 16         | Vitaliy Mykolenko     | -        | -        | -        | -        | -           | -              | -        | -        | Abréviations et symboles : TT : Total de minutes jouées MJ : Nombre de matchs joués MT : Matchs joués en tant que titulaire : but : passe décisive : joueur entré : joueur remplacé : capitaine : carton jaune : carton rouge |
| 17         | Oleksandr Zintchenko  | 90       | 90       | -        | 180      | -           | 1              | 2        | 2        | Abréviations et symboles : TT : Total de minutes jouées MJ : Nombre de matchs joués MT : Matchs joués en tant que titulaire : but : passe décisive : joueur entré : joueur remplacé : capitaine : carton jaune : carton rouge |
| 21         | Valeriy Bondar        | -        | -        | -        | -        | -           | -              | -        | -        | Abréviations et symboles : TT : Total de minutes jouées MJ : Nombre de matchs joués MT : Matchs joués en tant que titulaire : but : passe décisive : joueur entré : joueur remplacé : capitaine : carton jaune : carton rouge |
| 22         | Mykola Matviyenko     | 90       | 90       | -        | 180      | -           | -              | 2        | 2        | Abréviations et symboles : TT : Total de minutes jouées MJ : Nombre de matchs joués MT : Matchs joués en tant que titulaire : but : passe décisive : joueur entré : joueur remplacé : capitaine : carton jaune : carton rouge |
| 24         | Oleksandr Tymchyk     | 72       | 90       | -        | 108      | -           | -              | 2        | 2        | Abréviations et symboles : TT : Total de minutes jouées MJ : Nombre de matchs joués MT : Matchs joués en tant que titulaire : but : passe décisive : joueur entré : joueur remplacé : capitaine : carton jaune : carton rouge |
| 26         | Bogdan Mykhailichenko | -        | -        | -        | -        | -           | -              | -        | -        | Abréviations et symboles : TT : Total de minutes jouées MJ : Nombre de matchs joués MT : Matchs joués en tant que titulaire : but : passe décisive : joueur entré : joueur remplacé : capitaine : carton jaune : carton rouge |
| Milieux    |                       |          |          |          |          |             |                |          |          | Abréviations et symboles : TT : Total de minutes jouées MJ : Nombre de matchs joués MT : Matchs joués en tant que titulaire : but : passe décisive : joueur entré : joueur remplacé : capitaine : carton jaune : carton rouge |
| 5          | Serhiy Sydorchuk      | -        | 85       | -        | 5        | -           | -              | 1        | 0        | Abréviations et symboles : TT : Total de minutes jouées MJ : Nombre de matchs joués MT : Matchs joués en tant que titulaire : but : passe décisive : joueur entré : joueur remplacé : capitaine : carton jaune : carton rouge |
| 6          | Taras Stepanenko      | 62       | -        | -        | 62       | -           | -              | 1        | 1        | Abréviations et symboles : TT : Total de minutes jouées MJ : Nombre de matchs joués MT : Matchs joués en tant que titulaire : but : passe décisive : joueur entré : joueur remplacé : capitaine : carton jaune : carton rouge |
| 7          | Andriy Yarmolenko     | 62       | 67       | -        | 95       | -           | -              | 2        | 1        | Abréviations et symboles : TT : Total de minutes jouées MJ : Nombre de matchs joués MT : Matchs joués en tant que titulaire : but : passe décisive : joueur entré : joueur remplacé : capitaine : carton jaune : carton rouge |
| 8          | Ruslan Malinovskyi    | 83       | 85       | -        | 12       | -           | -              | 2        | 0        | Abréviations et symboles : TT : Total de minutes jouées MJ : Nombre de matchs joués MT : Matchs joués en tant que titulaire : but : passe décisive : joueur entré : joueur remplacé : capitaine : carton jaune : carton rouge |
| 14         | Heorhiy Sudakov       | 83       | 90       | -        | 173      | -           | -              | 2        | 2        | Abréviations et symboles : TT : Total de minutes jouées MJ : Nombre de matchs joués MT : Matchs joués en tant que titulaire : but : passe décisive : joueur entré : joueur remplacé : capitaine : carton jaune : carton rouge |
| 15         | Viktor Tsygankov      | 62       | -        | -        | 62       | -           | -              | 1        | 1        | Abréviations et symboles : TT : Total de minutes jouées MJ : Nombre de matchs joués MT : Matchs joués en tant que titulaire : but : passe décisive : joueur entré : joueur remplacé : capitaine : carton jaune : carton rouge |
| 18         | Volodymyr Brajko      | 62       | 85       | -        | 113      | -           | -              | 2        | 1        | Abréviations et symboles : TT : Total de minutes jouées MJ : Nombre de matchs joués MT : Matchs joués en tant que titulaire : but : passe décisive : joueur entré : joueur remplacé : capitaine : carton jaune : carton rouge |
| 19         | Mykola Chaparenko     | 62       | 90+2     | -        | 154      | 1           | 1              | 2        | 2        | Abréviations et symboles : TT : Total de minutes jouées MJ : Nombre de matchs joués MT : Matchs joués en tant que titulaire : but : passe décisive : joueur entré : joueur remplacé : capitaine : carton jaune : carton rouge |
| 20         | Heorhiy Sudakov       | -        | 67       | -        | 23       | -           | -              | 1        | 0        | Abréviations et symboles : TT : Total de minutes jouées MJ : Nombre de matchs joués MT : Matchs joués en tant que titulaire : but : passe décisive : joueur entré : joueur remplacé : capitaine : carton jaune : carton rouge |
| Attaquants |                       |          |          |          |          |             |                |          |          | Abréviations et symboles : TT : Total de minutes jouées MJ : Nombre de matchs joués MT : Matchs joués en tant que titulaire : but : passe décisive : joueur entré : joueur remplacé : capitaine : carton jaune : carton rouge |
| 9          | Roman Iaremtchouk     | 62       | 67       | -        | 51       | 1           | -              | 2        | 0        | Abréviations et symboles : TT : Total de minutes jouées MJ : Nombre de matchs joués MT : Matchs joués en tant que titulaire : but : passe décisive : joueur entré : joueur remplacé : capitaine : carton jaune : carton rouge |
| 10         | Mykhaïlo Mudryk       | 90       | 85       | -        | 175      | -           | -              | 2        | 2        | Abréviations et symboles : TT : Total de minutes jouées MJ : Nombre de matchs joués MT : Matchs joués en tant que titulaire : but : passe décisive : joueur entré : joueur remplacé : capitaine : carton jaune : carton rouge |
| 11         | Artem Dovbyk          | 90       | 67       | -        | 157      | -           | -              | 2        | 2        | Abréviations et symboles : TT : Total de minutes jouées MJ : Nombre de matchs joués MT : Matchs joués en tant que titulaire : but : passe décisive : joueur entré : joueur remplacé : capitaine : carton jaune : carton rouge |
| 25         | Vladyslav Vanat       | -        | -        | -        | -        | -           | -              | -        | -        | Abréviations et symboles : TT : Total de minutes jouées MJ : Nombre de matchs joués MT : Matchs joués en tant que titulaire : but : passe décisive : joueur entré : joueur remplacé : capitaine : carton jaune : carton rouge |

| Buts | Joueurs | Adversaires |
| ---- | ------- | ----------- |
|      |         |             |

| Passes | Joueurs | Adversaires |
| ------ | ------- | ----------- |
|        |         |             |